# Курды в Сирии
Ку́рды в Си́рии (араб. كرد سوريا‎; курд. Kurdên Rojavayê) — вторая по численности этническая группа населения Сирии, по оценкам, составляет 10—15 % населения страны.
На территории Сирии курды в основном проживают компактно в регионах северной и северо-восточной части страны, неофициально именуемых «Сирийский Курдистан» (курд. Kurdistana Sûriyê), главным образом в мухафазе Хасеке. Среди курдского населения для названия этих территорий употребляется также название «Западный Курдистан» (курд. Rojavayê Kurdistanê), как часть Большого Курдистана.
Крупнейшие города, населённые преимущественно курдами — Эль-Камышлы, Хасеке и Айн-эль-Араб в мухафазе Халеб близ турецкой границы.

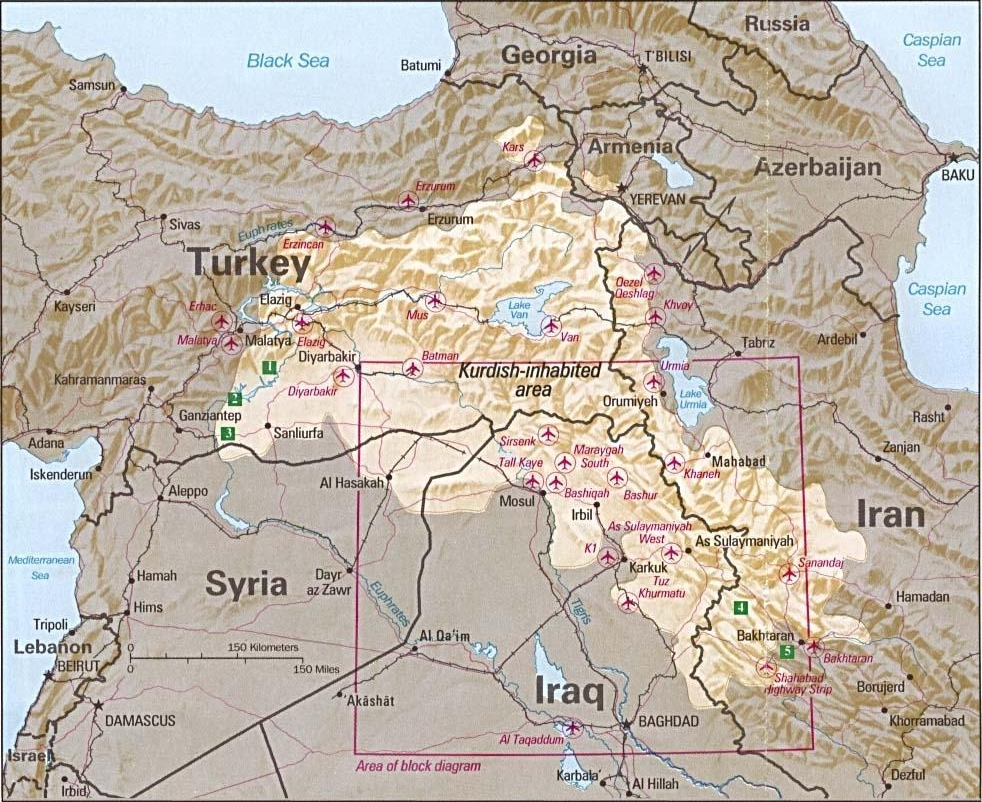
Большой Курдистан

Международные и курдские правозащитные организации обвиняли сирийские власти в многолетней дискриминации курдского меньшинства.
Курды требовали для себя равных политических и экономических прав. У значительной части сирийских курдов также проявлялось стремление к политической автономии, подобно Иракскому Курдистану в Ираке; определённые круги ориентируются на полную политическую независимость. В начале гражданской войны сирийские правительственные войска были вынуждены покинуть места компактного проживания курдов, что способствовало становлению курдского самоуправления.

## Демография
По состоянию на 2007 год, численность курдов в Сирии оценивалась в 1,7 млн человек (около 9 % населения страны). Численность курдской диаспоры в Сирии сравнительно невелика по сравнению с курдским населением в других странах: Ирак (4,7 — 6,2 млн.), Иран (7,9 млн) и Турция (14,4 млн). Большинство сирийских курдов говорят на курманджи и являются мусульманами-суннитами, за исключением некоторых курдов-езидов.
По некоторым оценкам, в начале XX века около 12 тысяч курдов жило в Дамаске, 16 тысяч — в районе города Джераблус, и, по-видимому, большинство — в провинции Аль-Джазира.
В 1920-х годах после разгрома восстания Махмуда Барзанджи и падения Королевства Курдистан из кемалистской Турции в Сирию хлынул поток курдских беженцев. По имеющимся оценкам, порядка 25 000 курдов бежали в Сирию. Но численность этих переселенцев составляла не более 10 % населения провинции Аль-Джазира и французские власти подмандатной Сирии предоставили им гражданство.
Несмотря на то, что курды издавна проживали на территории нынешней Сирии, современное правительство Сирии использовало факт переселения курдских беженцев в 1920-е годы в качестве свидетельства, что курды не являются коренными жителями страны и это оправдывает дискриминацию курдов.

## География
Курды в основном населяют область на северо-востоке Сирии, которая занимает большую часть мухафазы Эль-Хасака (бывшая провинция Аль-Джазира), где также проживает ассирийское меньшинство. Главные города в этой области — Эль-Хасака и Эль-Камышлы. Ещё одна область со значительным курдским населением — Айн-эль-Араб на севере Сирии. Значительное число курдов живёт также в Курдских горах на северо-западе близ турецкой границы, в районе города Африн (провинция Алеппо). Кроме того, курды живут во многих других городах страны, например, в районе Рукн аль-Дин в Дамаске, который ранее был известен как Хави-аль-Акрад (Курдский квартал).

## История

### Ранние поселения

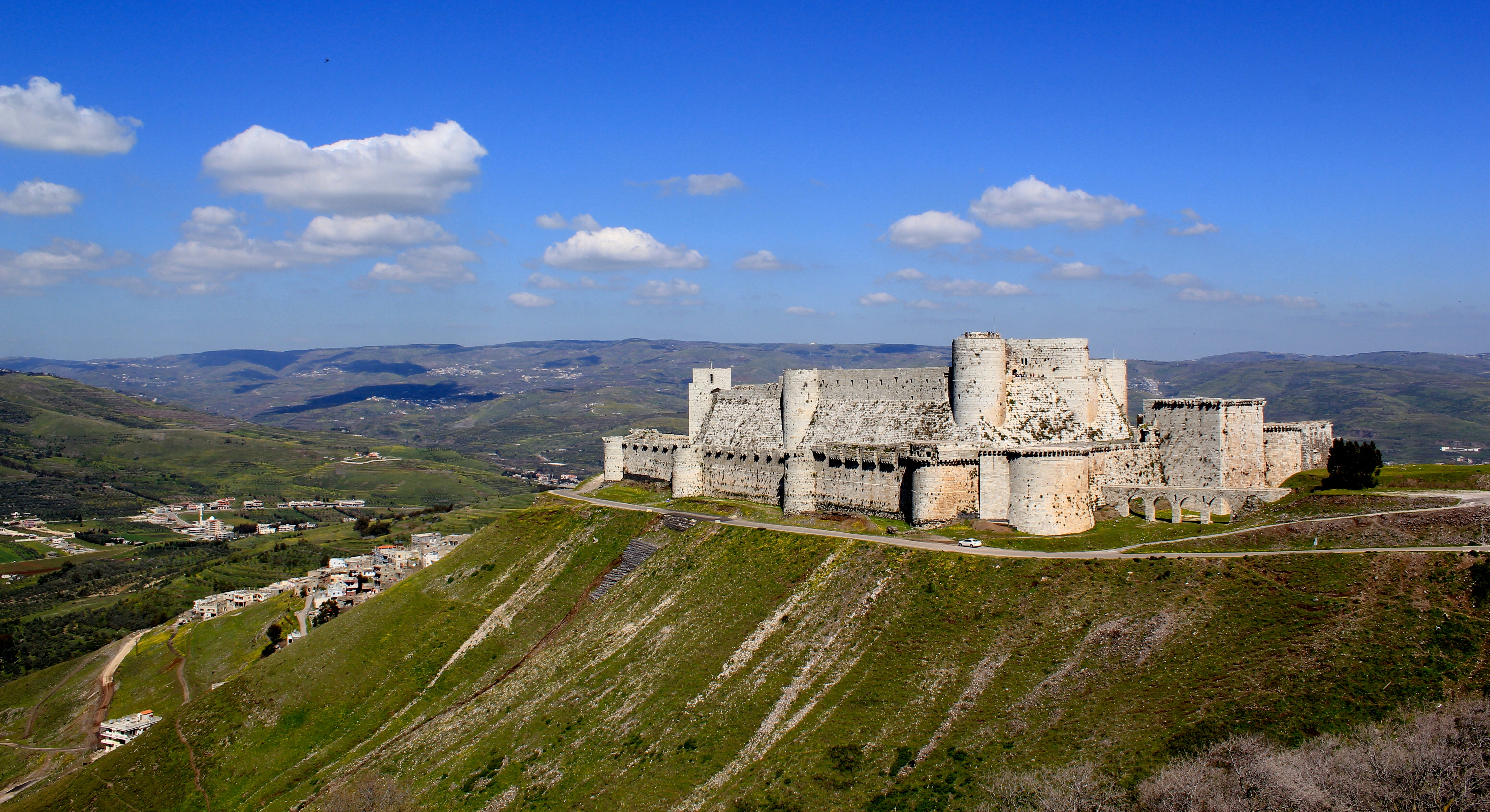
Крепость крестоносцев возле Хомса, известная как «Замок курдов», была изначально курдским военным поселением

Первые курдские поселения на территории современной Сирии появились ещё до крестовых походов XI века. Ряд курдских военных поселений находился на территории будущего государства Алавитов на севере страны, а также в окрестностях города Хама. Крепость госпитальеров Крак-де-Шевалье, известная под арабским названием Hisn al-Akrad (Замок курдов), была изначально курдским военным поселением и лишь впоследствии была захвачена французскими крестоносцами. Аналогично, территория Курдских гор была заселена курдами на протяжении более тысячи лет.

### Период Айюбидов
В XII веке основатель династии Айюбидов Салах-ад-Дин, курд родом из Тикрита, низложил шиитскую династию Фатимидов и начал обширные завоевания. Власть Айюбидов распространилась на Киренаику, Триполитанию, Йемен, Сирию, верхнюю Месопотамию. Они нанесли ряд поражений крестоносцам, преследовали шиитов. При этом курдские войска, сопровождавшие Салах-ад-Дина, создавали самоуправляемые районы в окрестностях Дамаска. Эти поселения впоследствии превратились в курдские районы города — Хави аль-Акрад (Курдский квартал) и Сальхийя, расположенные на северо-востоке Дамаска на горе Джабаль-Касиюн.
Курдская община продолжала играть значительную роль в Дамаске и во времена Османской империи. Курдским войсковым частям поручали как поддержание порядка в городе, так и защиту паломников, направлявшихся в Мекку. Многие курды из сельских районов Сирии приезжали в Дамаск, где входили в состав частей янычар. Впоследствии в турецкие воинские части влились курды из провинций Диярбакыр, Мосул и Киркук, что вызвало значительное расширение курдской общины в городе.

### Османский период

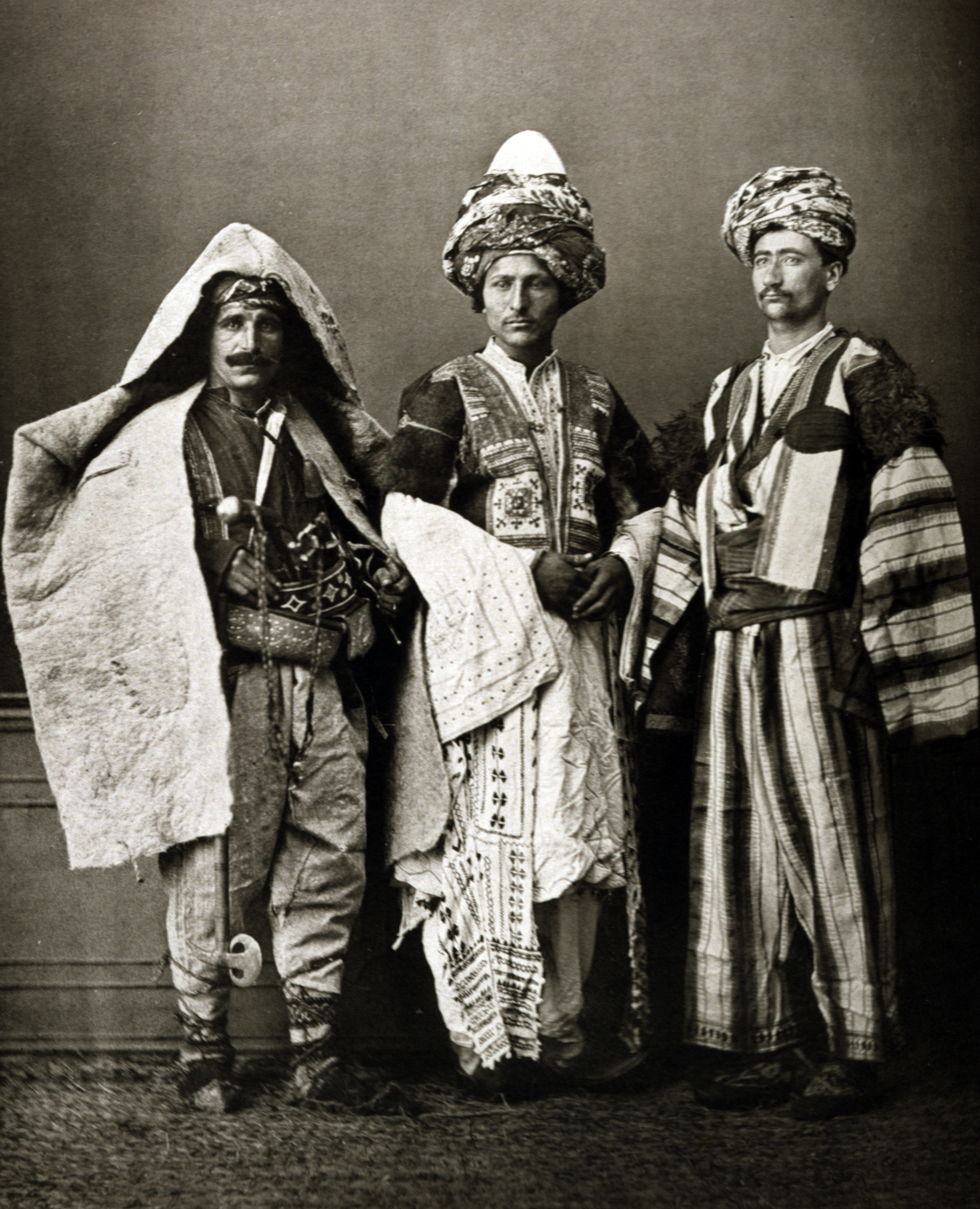
Курды в национальной одежде (1873). Справа — курд из Аль-Джазиры, в центре — курд из Мардина, слева — курд из провинции Диярбакыр

В период нахождения Сирии в составе Османской империи (1299—1922), большое количество курдских племён, говорящих на курманджи были выселены из Анатолии в районы северной Сирии. Большая часть этих племён входила в конфедерацию Решван, основанную в турецкой провинции Адыяман и расселившихся по всей Анатолии. Самой влиятельной группой курдских племён в Сирии была конфередерация Милли, упоминаемая в османских источниках с 1518 года, которая доминировала на севере Сирии до второй половине 18-го века. Их влияние росло, и султан назначил предводителя курдов Тимура губернатором провинции Ракка (1800—1803). Датский писатель Карстен Нибур, который посетил провинцию Аль-Джазира в 1764 году, описал пять обитавших там курдских племен (Dukurie , Kikie , Schechchanie , Mullie и Aschetie) и одно арабское племя. Эти курдские племена обитают на территории Аль-Джазира (нынешняя мухафаза Хасеке) до настоящего времени.
Известно, что курды занимали должности сборщиков податей в Аккаре (Ливан) и на территории между Антиохией и Латакией на северо-западе Сирии. Плато Африн, расположенное к северо-западу от Алеппо, в документах Османской империи именовалось «Sancak курдов». Глава конфередерации Милли Ибрагим-паша был одним из ведущих военачальников кавалерийских войск Хамидие в конце XIX века. После смерти Ибрагим-паши в 1908 году, племена конфедерации Милли снова восстали против османского правительства и в конце концов большей частью оказались на сирийской стороне турецко-сирийской границы 1922 года.

### Французский мандат
После Первой мировой войны Османская империя, которая потерпела поражение от стран Антанты, 10 августа 1920 года подписала Севрский мирный договор. Договор предусматривал, в частности, что Османскому Курдистану, где находились все курдские поселения в Сирии, должна была быть предоставлена автономия в рамках новой Турецкой Республики, с последующим предоставлением полной независимости в течение года. Но война за независимость Турции 1919—1923 под руководством Ататюрка привела к заключению Лозаннского договора от 24 июля 1923 года, который уже не содержал никакого упоминания о независимом курдском государстве. Большая часть территории Османского Курдистана по договору отходила Турции, а остальные территории были разделены между подмандатной французской территорией Сирии и подмандатной британской территорией Ирака.

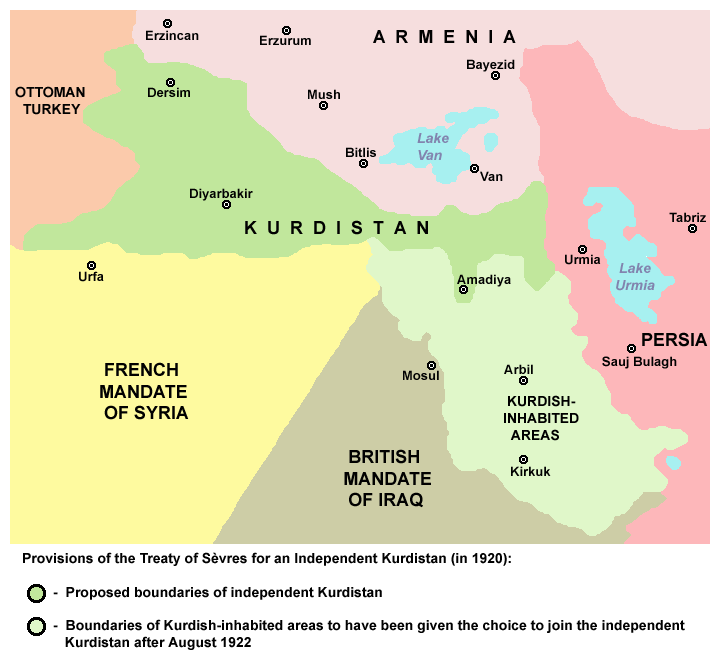
Предполагаемая территория независимого Курдистана (выделена зелёным) согласно Севрскому договору (1920)

Во время французского мандата в Сирии французские власти проводили в отношении национальных меньшинств политику «разделяй и властвуй» и формировали местные вооружённые силы из курдов и других меньшинств — друзов и алавитов. В период с декабря 1931 года по январь 1932 года были проведены выборы в парламент, согласно новой сирийской конституции. Среди избранных депутатов были три представителя курдской националистической партии Хойбун из трех различных курдских анклавов в Сирии: Халил бей ибн Ибрагим-паша (провинция Джазира), Мустафа бей Ибн Шахин (Джераблус) и Хасан Ауни (Курдские горы).
В середине 1930-х годов в провинции Аль-Джазира среди курдов и христиан началось автономистское движение. Лидерами курдов были Хаджо Ага, Каддур Бей и Халил Бей Ибрагим-паша. Хаджо Ага был одним из лидеров курдской националистической партии Хойбун. В качестве предводителя курдов Аль-Джазиры он вступил в коалицию с лидерами христианской общины, включая сирийского католического патриарха Игнатия Габриэля-и-Таппуни и Мишеля Доме, руководителя общины Армянской католической церкви в городе Эль-Камышлы. Курдско—христианская коалиция хотела оставить в провинции французские войска после провозглашения независимости Сирии, так как опасалась, что мусульманское правительство из Дамаска немедленно заменит провинциальных чиновников на арабов-мусульман. Но французские власти отказались рассматривать любой новый статус автономии в Сирии и способствовали аннексии Сирией государства Алавитов и друзской автономии Джабаль аль-Друз.

### Независимая Сирия (1943—1961)
В 1957 году была основана Курдистанская демократическая партия Сирии (KDPS), целями которой провозглашались защита культурных традиций курдов, борьба за экономический прогресс и демократические перемены в Сирии. Лидерами партии были Осман Сабри и Дахам Миро. ДПСК никогда не была признана сирийскими властями и остаётся подпольной организацией. После провала попытки создания политического союза Сирии с Египтом в 1961 году, Сирия была объявлена арабской республикой и вступила в силу временная конституция страны. В 1960 году несколько лидеров ДПСК были арестованы по обвинению в сепаратизме и заключены в тюрьму. На парламентских выборах 1961 года ДПСК не получила ни одного места в парламенте.

### Сирийская Арабская Республика (с 1961)

#### Перепись в Аль-Джазире
23 августа 1962 года сирийское правительство провело специальную перепись населения в провинции Аль-Джазира, населённой преимущественно курдами. В результате переписи около 120 тысяч курдов (20 % от тогдашней общей численности сирийских курдов) были лишены сирийского гражданства. Организовано это было таким образом, что многие курды, имевшие сирийские удостоверения личности, сдавали их якобы для обмена и ничего не получали взамен. Курды, не получившие нового удостоверения личности, получали статус «ajanib» («иностранцы»), а те, кто не участвовал в переписи населения, получали статус «maktumin» («незарегистрированные») — ещё более низкий статус, чем «ajanib». Эти статусы делали курдов абсолютно бесправными: они не могли устроиться на работу, получить образование, владеть собственностью, участвовать в политике и даже вступать в брак. В некоторых случаях дискриминация проводилась даже внутри курдских семей: родители имели сирийское гражданство, но его не давали детям, или давали гражданство одному ребёнку, но отказывали в гражданстве его родным братьям и сёстрам. Курды, потерявшие гражданство, зачастую изгонялись со своих земель, которые государство отдавало арабским поселенцам. В СМИ была развёрнута кампания против курдов с лозунгами типа «Сохранить Аль-Джазиру арабской!» и «Огонь по курдской опасности!».
Эта кампания совпала по времени с началом восстания М.Барзани в Иракском Курдистане и открытием нефтяных месторождений в районах Сирии, населённых курдами. В июне 1963 года Сирия приняла участие в иракской военной кампании против курдов с использованием самолётов, бронетехники и 6-тысячной армии. В ходе военных действий сирийские войска пересекли иракскую границу и вторглись в город Заху.

#### Арабский кордон
В 1965 году сирийское правительство приняло решение о создании так называемого «арабского кордона» (Hizam Arabi) в провинции Аль-Джазира вдоль турецкой границы. Кордон имел 300 километров в длину и 10-15 километров в ширину и простирался от границы с Ираком на востоке до Рас-эль-Айн на западе. Создание кордона началось в 1973 году, арабы-бедуины были переселены в курдские районы. Топонимика этих районов также была «арабизирована». Согласно первоначальному плану, порядка 140 тысяч курдов должны были быть депортированы в пустынную местность близ Аль-Раада. Курдские фермеры, которые таким образом были лишены своих наделов, отказывались переезжать.

#### Протесты 1986
В марте 1986 года несколько тысяч курдов в национальной одежде собрались в одном из курдских районов Дамаска, чтобы отпраздновать праздник Новруз. Полиция под предлогом, что ношение курдской национальной одежды запрещено, открыла огонь по толпе курдов, один человек погиб. Похороны убитого в Эль-Камышлы вылились в демонстрацию, на которую собралось около 40 тысяч курдов. В то же время в городе Африн на праздновании Новруза были убиты ещё трое курдов.

#### Беспорядки в Эль-Камышлы (2004)

Флаг Курдистана, запрещённый в Сирии, активно используется в ходе гражданской войны

12 марта 2004 года в Эль-Камышлы проходил футбольный матч между местной (курдской) командой и командой арабов-суннитов из города Дейр-эз-Зор на юго-востоке Сирии, что вызвало ожесточённые столкновения между фанатами противоборствующих сторон на улицах города. Фанаты арабской команды ехали по городу в автобусе, выкрикивая оскорбления в адрес лидеров иракских курдов Масуда Барзани и Джаляля Талабани и размахивая портретами свергнутого иракского лидера Саддама Хусейна, известного своими репрессиями иракских курдов. Арабских фанатов атаковали курды с палками, камнями и ножами. Правительственные силы безопасности при подавления беспорядков открыли огонь по толпе, убив шесть человек, в том числе троих детей, все они были курдами.
После этого в Эль-Камышлы начались массовые акции протеста, в ходе которых 65 человек были убиты и более 160 получили ранения. По данным Amnesty International, сотни людей, в основном курдов, были арестованы и подвергались пыткам и жестокому обращению. Некоторые курдские студенты были исключены из университетов за участие в акциях протеста.

## Права человека
Международные и курдские правозащитные организации обвиняли сирийское правительство в дискриминации курдского меньшинства. Amnesty International также сообщала, что курдские правозащитники подвергаются в Сирии жестокому обращению и преследованиям.

### Использование курдского языка
По данным Human Rights Watch, курдам в Сирии не разрешалось официально использовать курдский язык, давать детям курдские имена, была запрещена регистрация фирм, не имеющих арабского названия, не разрешалось открывать частные курдские школы, было запрещено издание книг и других материалов на курдском языке.

### Сирийское гражданство
Сирийское правительство утверждало, что курды нелегально переселялись в Сирию из соседних стран, прежде всего Турции. Правительство также обвиняло курдов в стремлении к незаконной регистрации с целью извлечения выгоды из перераспределения земли после аграрной реформы.
За годы, прошедшие после переписи 1962 года, численность сирийских курдов, не имеющих гражданства, превысила 200 тысяч.

### Гражданская война в Сирии

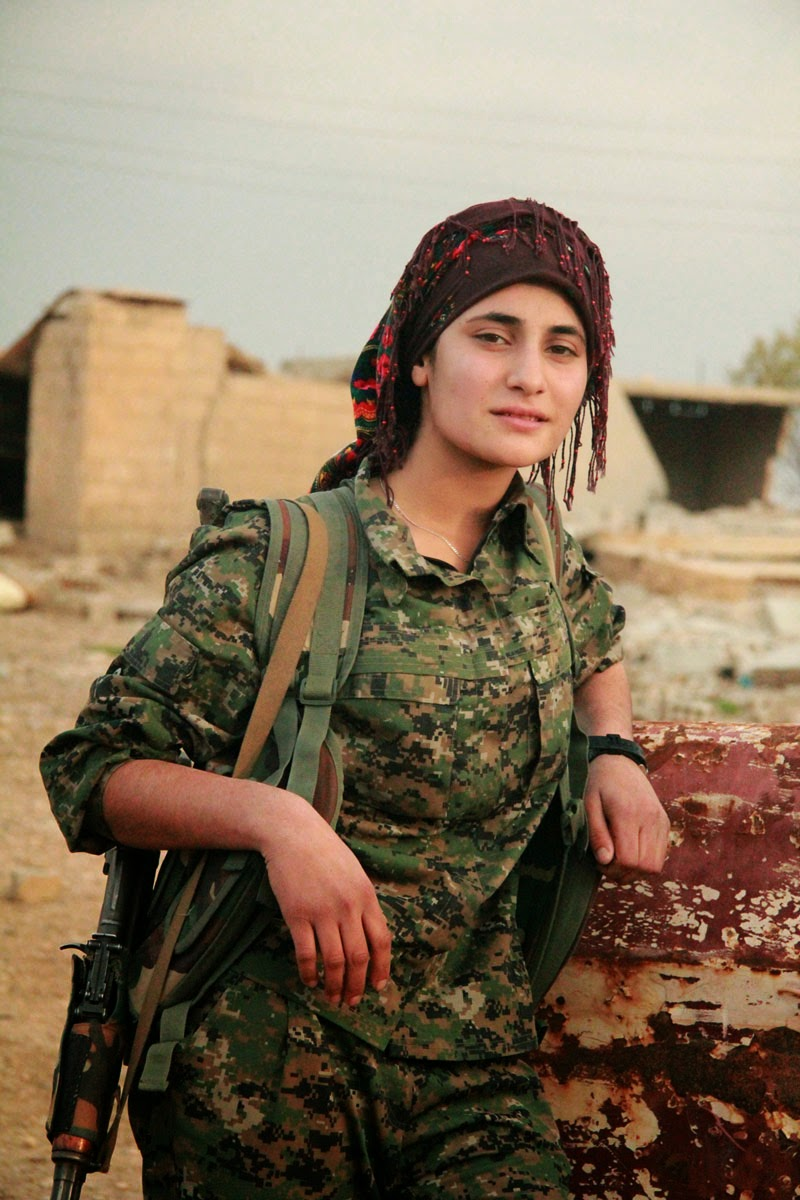
Служащая вооруженных сил Рожавы (Женские отряды самообороны)

В начале конфликта между властью и оппозицией в Сирии курды по большей части оставались лояльны к властям, в основном из-за поддержки оппозиции Турцией, а также из-за опасений, что положение национальных и религиозных меньшинств в Сирии резко ухудшится в случае прихода оппозиции к власти. По мнению Салиха Муслима, решение курдских лидеров дистанцироваться от конфликта между властями и оппозицией было принято с тактическими целями, чтобы выиграть время на создание структур самоуправления, в то время как власть и оппозиция ослабляли друг друга своим противостоянием.
В апреле 2011 года президент Б. Асад подписал указ, который позволял получить сирийское гражданство курдам, которые были зарегистрированы в Хасеке как «иностранцы». Однако фактическое число курдов, получивших удостоверения личности на основании этого указа, было незначительным, поскольку получение гражданства для курдов было обставлено многочисленными бюрократическими формальностями.

#### Курдское восстание

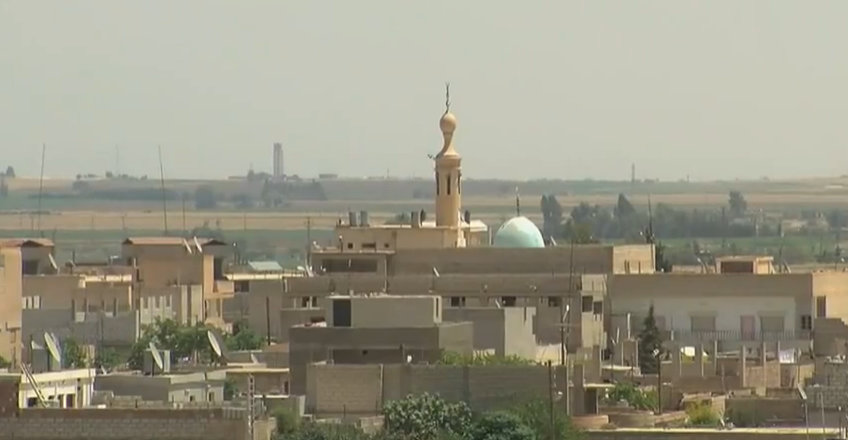
24 июля 2012 года Рас-эль-Айн (на фото) и ряд других городов в сирийском Курдистане были заняты отрядами народной самообороны (YPG)

В середине 2012 года основные органы курдской оппозиции — Демократический союз (PYD) и базирующийся в Ираке Курдский национальный совет (KNC) — подписали соглашение о сотрудничестве, в соответствии с которым был создан Высший курдский совет (DBK) — временный орган управления Сирийским Курдистаном в условиях гражданской войны в Сирии, сформированный на паритетной основе из членов Народного собрания Западного Курдистана (НСЗК), в котором доминировала партия «Демократический союз», и Курдского национального совета.
Решение о создании DBK было принято в Эрбиле при поддержке президента Иракского Курдистана Масуда Барзани. Этому предшествовало решение сирийских властей сократить военное присутствие в Курдистане в связи с обострением ситуации в районе Дамаска.

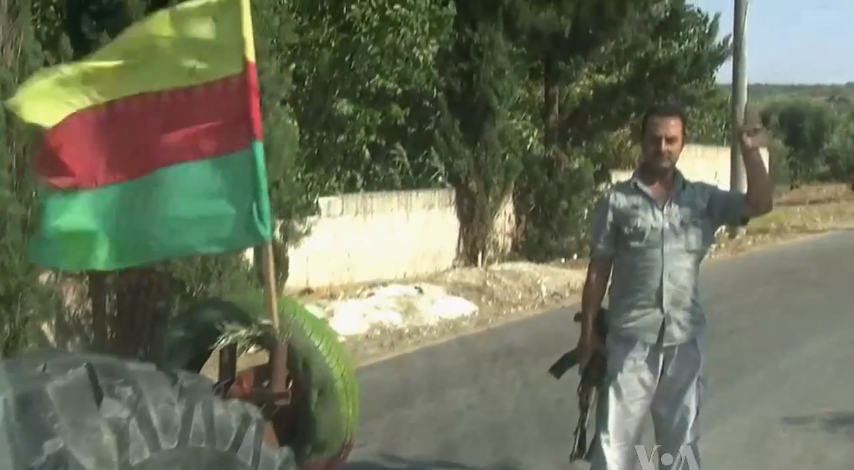
Флаг Западного Курдистана на блокпосту в Африне (август 2012 года)

Тогда же в городе Кобани (Айн-эль-Араб) начались столкновения подчинявшихся Высшему курдскому совету Отрядов народной самообороны (YPG) с правительственными войсками. Курдские отряды взяли под свой контроль Кобани, после чего правительственные войска без какого-либо серьёзного сопротивления оставили города Амуда, Африн, Дерик (Эль-Маликия), фактически передав их под контроль партии «Демократический союз». 2 августа Национальный координационный комитет за демократические перемены объявил о свержении режима Асада во всём Сирийском Курдистане и переходе региона под контроль курдской администрации (за исключением городов Эль-Камышлы и Эль-Хасака, где оставались гарнизоны правительственных войск, не вступавших в конфликт с курдами). По негласному соглашению с правительством сирийская армия не вела крупных военных операций против курдов. Курды заняли позицию вооружённого нейтралитета, не допуская на контролируемую территорию формирования Сирийской свободной армии и других повстанцев.
В январе 2013 года отряды YPG начали операцию по установлению полного контроля над нефтеносными районами Сирийского Курдистана. После нескольких дней боёв правительственные войска вынуждены были отступить, не дождавшись какой-либо помощи от Дамаска. В начале марта того же года было объявлено, что вся нефтедобывающая индустрия северо-востока Сирии отныне находится под курдским контролем.
Начиная с мая 2013 года отряды YPG вступили в борьбу с боевиками Сирийской свободной армии и исламистами, выступая в роли «третьей силы» в конфликте. К концу июля курды взяли под свой контроль города Дерик (Эль-Маликия), Серекание (Рас-эль-Айн), Дирбеси (Эль-Дарбасия) и Гирке-Леге (Эль-Мабада).
В ноябре 2013 года курдская партия «Демократический союз (PYD)» и её союзники из числа действующих на контролируемых ею территориях общественных движений, политических партий и проживающих здесь народов (курды, арабы, христиане-ассирийцы, армяне, чеченцы и др.) на фоне военных успехов в борьбе против ИГИЛ заявили о создании «переходной гражданской администрации» для региона Рожава. С этой целью было сформировано Учредительное собрание Рожавы (Западного Курдистана). Предложенный PYD проект предполагал создание трёх автономных кантонов (Африн, Кобане и Джизре) со своими кантональными собраниями и представительством в генеральной ассамблее. Курдский национальный совет отказался поддержать предложенный проект, что привело к прекращению деятельности Высшего курдского совета.

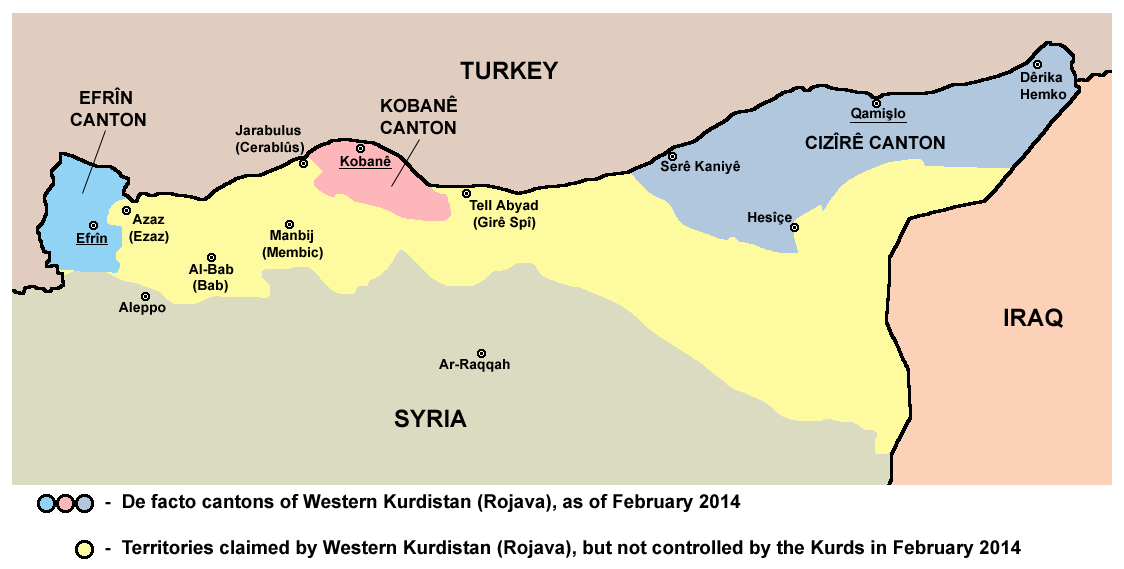
Кантоны Сирийского Курдистана (февраль 2014). Жёлтым цветом закрашены территории, на которые также претендовала курдская администрация

В январе 2014 года состоялось заседание Законодательного собрания демократического автономного правительства Западного Курдистана, в котором были представлены более 50 партий, движений и общественных организаций. До конца января были сформированы автономные администрации кантонов Джизре со столицей в городе Камышлы, Кобани и Африн. Летом 2014 года в кантонах были проведены всеобщие выборы.
В середине сентября 2014 года силы ИГИЛ начали масштабное наступление на курдские территории. В результате тысячи курдов были вынуждены бежать в Турцию. К началу октября был окружён город Айн-эль-Араб (Кобани). Битва за этот город продолжалась несколько месяцев. Лишь благодаря подкреплению из Иракского Курдистана и авиаподдержке многонациональной коалиции во главе со США курдам к концу января 2015 года удалось отбросить отряды ИГИЛ и развернуть контрнаступление. Неудача под Кобани стала крупнейшим поражением для ИГИЛ на начало 2015 года. С другой стороны, бои за Кобани способствовали укреплению связей курдских формирований с умеренной частью Сирийской свободной армии.